# Phaeoptila
Phaeoptila is een geslacht van vogels uit de familie kolibries (Trochilidae) en de geslachtengroep Trochilini (briljantkolibries). Er is één soort:
- Phaeoptila sordida  – Bruinkopkolibrie